# Chương trình thời sự
Chương trình thời sự là một chương trình phát thanh hoặc truyền hình được lên lịch phát sóng đều đặn thường xuyên, chuyên đưa tin về các sự kiện đang diễn ra ở thời điểm hiện tại. Các bản tin điển hình được đọc lên thành một loạt, một chuỗi các câu chuyện riêng lẻ, do một hoặc nhiều biên tập viên tường thuật. Chương trình thời sự có thể bao gồm các bài phỏng vấn lên sóng trực tiếp hoặc đã thu sẵn, chiếu theo các phóng viên của lĩnh vực đó, theo ý kiến chuyên gia, theo kết quả bỏ phiếu và nội dung xã luận theo dòng sự kiện.

## Lịch sử
Tại Mỹ, lĩnh vực phát sóng tin tức ban đầu được truyền phát thông qua sóng radio. Đài truyền hình NBC bắt đầu phát sóng bản tin vào tháng 11 năm 1926, sau đó hãng CBS cũng dấn thân vào sản xuất chương trình thời sự từ ngày 25 tháng 9 năm 1927.